# Gennaria
Gennaria é um género botânico pertencente à família das orquídeas (Orchidaceae).